# Лос-Сантос (провінція)
Лос-Сантос (ісп. Provincia de Los Santos) — одна з провінцій Панами. Адміністративний центр — місто Лас-Таблас.

## Географія
Площа провінції становить 3805 км². Розташована на півдні центральної частини країни, на сході півострова Асуеро. Межує з провінціями Верагуас (на південному заході) і Еррера (на північному заході). На півдні і південному сході омивається водами Тихого океану, на північному сході — водами Панамської затоки.

## Населення
Населення провінції за даними на 2010 рік становить 89 592 особи. Щільність населення — 23,55 чол./км². Лос-Сантос — одна з найбільш «іспанізованих» провінцій Панами. Приблизно 65% населення складають білі, 1,42% — особи африканського походження і 0,73% — індіанці; решта населення представлена переважно метисами.

## Адміністративний поділ

Адміністративна карта провінції Лос-Сантос

В адміністративному відношенні поділяється на 7 округів:
- Гуараре
- Лас-Таблас
- Лос-Сантос
- Макаракас
- Педасі
- Покрі
- Тоносі

## Економіка
Економіка ґрунтується переважно на сільському господарстві. Основні с/г культури, котрі вирощують в провінції — кукурудза, рис, кава і цукрова тростина. Поширені також тваринництво і торгівля.